# Nabil Touaizi
Nabil Zoubdi Touaizi (Santomera, España, 1 de febrero de 2001) es un futbolista marroquí que juega en la posición delantero para el F. C. Alverca de la Primeira Liga.

## Trayectoria

### Carrera temprana
Nacido en Santomera, se unió al fútbol base del Valencia C. F. en 2014 procedente del C. F. Santomera. El 31 de enero de 2017 firmó por el Manchester City por un valor de 300 000 euros.

### Carrera profesional
El 23 de septiembre de 2020 se marchó al R. C. D. Espanyol para jugar en su filial en la Segunda División B, debutando el 18 de octubre al entrar como suplente en los minutos finales de una victoria por 2-1 frente a la A. E. Prat. Su primer gol llegó el 3 de abril de 2022 al marcar el primer tanto del partido en una victoria por 2-0 frente a la S. D. Formentera en la Segunda Federación.
Logró debutar con el primer equipo el 13 de agosto al entrar como suplente en los minutos finales de un empate por 2-2 frente al Celta de Vigo en la Primera División de España.
El 1 de septiembre de 2023 fichó por el Atlético de Madrid "B". Jugó 32 partidos en la Primera Federación y en agosto de 2024 se unió al Albacete Balompié por dos temporadas. En la primera de ellas disputó 25 encuentros y al inicio de la segunda llegó a un acuerdo para rescindir su contrato. Entonces se marchó a Portugal para jugar en el F. C. Alverca.

## Internacional

### Selección de España
Fue internacional con las categorías inferiores de España, con las que participó en el Campeonato Europeo Sub-17 de la UEFA 2018 y llegó a jugar hasta la selección sub-19.

### Selección de Marruecos
En 2020 tomó la decisión de representar a Marruecos. En 2022 fue convocado con la sub-23 para dos amistosos contra Senegal.

## Clubes
Actualizado al último partido disputado en junio de 2025.
| Club                   | País     | Año       | Partidos | Goles |
| ---------------------- | -------- | --------- | -------- | ----- |
| R. C. D. Espanyol "B"  | España   | 2020-2023 | 81       | 7     |
| R. C. D. Espanyol      | España   | 2022      | 1        | 0     |
| Atlético de Madrid "B" | España   | 2023-2024 | 32       | 3     |
| Albacete Balompié      | España   | 2024-2025 | 25       | 1     |
| F. C. Alverca          | Portugal | 2025-act. |          |       |

Fuente: BDFutbol.